# Géométrie lorentzienne
Les métriques pseudo-riemanniennes de signature (p,1) (ou parfois (1,q), selon la convention de signes) sont appelées métriques lorentziennes.
Une variété équipée d'une métrique lorentzienne est naturellement appelée variété lorentzienne.
Après les variétés riemanniennes, les variétés lorentziennes forment le deuxième plus important sous-ensemble de variétés pseudo-riemanniennes. Elles sont importantes à cause de leurs applications physiques à la théorie de la relativité générale. Un des principaux postulats de la relativité générale est que l'espace-temps peut être modélisé comme une variété lorentzienne de signature (3,1).